# 大德站 (咸鏡北道)
大德站（韓語：대덕역）是朝鮮民主主義人民共和國咸镜北道会宁市大德里的一個鐵路車站，属于咸北线。

## 邻近车站
咸北线
中岛站 - 大德站 - 会宁青年站